# Michael Lüftner
Michael Lüftner (Chabařovice, 14 de marzo de 1994) es un futbolista checo que juega como defensa.

## Clubes
| Club                          | País            | Año       |
| ----------------------------- | --------------- | --------- |
| F. K. Teplice                 | República Checa | 2012-2016 |
| S. K. Slavia Praga            | República Checa | 2017      |
| F. C. Copenhague              | Dinamarca       | 2017-2021 |
| A. C. Omonia Nicosia (cedido) | Chipre          | 2019-2021 |
| MOL Fehérvár F. C.            | Hungría         | 2021-2022 |
| F. K. Teplice "B"             | República Checa | 2023      |
| F. K. Teplice                 | República Checa | 2023-2024 |

## Palmarés

### Títulos nacionales
| Título                               | Club                 | País            | Año  |
| ------------------------------------ | -------------------- | --------------- | ---- |
| Liga de Fútbol de la República Checa | S. K. Slavia Praga   | República Checa | 2017 |
| Superliga de Dinamarca               | F. C. Copenhague     | Dinamarca       | 2019 |
| Primera División de Chipre           | A. C. Omonia Nicosia | Chipre          | 2021 |